# Epuni
Epuni est une banlieue de la cité de Lower Hutt, située dans la région de Wellington, dans le sud de l’île du Nord de la Nouvelle-Zélande .

## Situation
La banlieue est localisée à environ 1 kilomètre à l’est du centre-ville de Lower Hutt.

## Accès
C’est le siège de la station de train de gare d’Epuni (en).

## Toponymie
Elle a tiré son nom de Te Āti Awa, le chef des Honiana Te Puni-kokopu.

## Développement
En 2018, HNZ annonça qu’il allait construire 153 maisons sur un terrain vacant de longue date dans la banlieue d’Epuni, où précédemment des maisons avaient été démolies. 